# Supercoppa saudita 2023
La Supercoppa saudita 2023 è stata la decima edizione della Supercoppa saudita, svoltasi tra l'8 e l'11 aprile 2024 ad Abu Dhabi.

## Formato
A contendersi il trofeo sono state: l'Al-Ittihad, vincitore della Lega saudita professionistica 2022-2023; l'Al-Hilal, vincitore della Coppa del Re dei Campioni 2022-2023; l'Al-Nassr, seconda classificata della Lega saudita professionistica 2022-2023; l'Al-Wahda, finalista della Coppa del Re dei Campioni 2022-2023.
Le quattro contendenti si affrontano dapprima in una semifinale, poi nella finale che decreterà la vincitrice della coppa.
Tutti i match si sono disputati a Abu Dhabi, capitale degli Emirati Arabi Uniti.

## Squadre partecipanti
| Squadre    | Qualificazione                                             | Partecipazioni precedenti (il grassetto indica la vittoria) |
| ---------- | ---------------------------------------------------------- | ----------------------------------------------------------- |
| Al-Ittihad | 1º classificato in Lega saudita professionistica 2022-2023 | 3 (2013, 2018, 2022)                                        |
| Al-Hilal   | Vincitore della Coppa del Re dei Campioni 2022-2023        | 6 (2015, 2016, 2018, 2020, 2021, 2022)                      |
| Al-Nassr   | 2ª classificata in Lega saudita professionistica 2022-2023 | 5 (2014, 2015, 2019, 2020, 2022)                            |
| Al-Wahda   | Finalista della Coppa del Re dei Campioni 2022-2023        | Nessuna                                                     |

## Risultati

### Tabellone
|  | Semifinali | Semifinali | Semifinali |          |            | Finale     | Finale | Finale |  |
|  |            |            |            |          |            |            |        |        |  |
|  | Al-Ittihad | Al-Ittihad | 2          |          |            |            |        |        |  |
|  | Al-Ittihad | Al-Ittihad | 2          |          |            |            |        |        |  |
|  | Al-Wahda   | Al-Wahda   | 1          |          |            |            |        |        |  |
|  | Al-Wahda   | Al-Wahda   | 1          |          | Al-Ittihad | Al-Ittihad | 1      |        |  |
|  |            |            |            |          | Al-Ittihad | Al-Ittihad | 1      |        |  |
|  |            |            | Al-Hilal   | Al-Hilal | 4          |            |        |        |  |
|  | Al-Hilal   | Al-Hilal   | Al-Hilal   | Al-Hilal | 4          | 2          |        |        |  |
|  | Al-Hilal   | Al-Hilal   |            |          |            |            |        |        |  |
|  | Al-Nassr   | Al-Nassr   | 1          |          |            |            |        |        |  |

### Semifinali
| Arbitro: | Al-Balawi |

|                          |           |               |
| Benzema 1’ Hamdallah 42’ | Marcatori | 90+7’ Al-Eisa |

| Arbitro: | Al-Hoaish |

|                              |           |            |
| S. Al-Dawsari 61’ Malcom 72’ | Marcatori | 90+9’ Mané |

### Finale
| Arbitro: | Al-Turais |

|               |           |                                                      |
| Hamdallah 21’ | Marcatori | 5’, 89’ Malcom 44’ S. Al-Dawsari 90+6’ N. Al-Dawsari |

| Al-Ittihad | Al-Hilal |

| P                | 1  | Abdullah Al-Mayouf                         |     |     |
| D                | 37 | Fawaz Al-Sqoor                             |     |     |
| D                | 5  | Luiz Felipe                                | 90’ |     |
| D                | 26 | Ahmed Hegazy                               |     |     |
| D                | 33 | Madallah Al-Olayan                         |     | 58’ |
| C                | 90 | Romarinho                                  | 58’ |     |
| C                | 29 | Farhah Ali Saeed Al Qahtah Al Shamrani     |     |     |
| C                | 7  | N'Golo Kanté                               |     |     |
| C                | 77 | Saleh Al-Amri                              | 39’ | 74’ |
| A                | 99 | Abderrazak Hamdallah                       |     |     |
| A                | 9  | Karim Benzema                              |     |     |
| A disposizione:  |    |                                            |     |     |
| P                | 35 | Mohammed Jassim Habib Al Mahasnah          |     |     |
| D                | 4  | Omar Hawsawi                               |     |     |
| D                | 15 | Hassan Kadesh                              |     | 58’ |
| D                | 19 | Turki Mohammed Yousef Al Jaadi             |     | 90’ |
| D                | 25 | Suwailem Abdullah Awadh Salmeen Al Menhali |     |     |
| C                | 22 | Hammam Al Hammami                          |     |     |
| C                | 80 | Hamed Al-Ghamdi                            |     | 74’ |
| A                | 11 | Jota                                       |     | 58’ |
| A                | 52 | Talal Haji                                 |     |     |
| Allenatore:      |    |                                            |     |     |
| Marcelo Gallardo |    |                                            |     |     |

| P               | 37 | Yassine Bounou          |       |       |
| D               | 66 | Saud Abdulhamid         |       |       |
| D               | 3  | Kalidou Koulibaly       | 53’   |       |
| D               | 5  | Ali Al-Bulaihi          |       |       |
| D               | 6  | Renan Lodi              | 20’   | 59’   |
| C               | 8  | Rúben Neves             |       |       |
| C               | 22 | Sergej Milinković-Savić |       |       |
| A               | 96 | Michael                 | 90+1’ |       |
| A               | 77 | Malcom                  | 48’   | 90+5’ |
| A               | 29 | Salem Al-Dawsari        |       | 90+5’ |
| A               | 11 | Saleh Al-Shehri         |       | 60’   |
| A disposizione: |    |                         |       |       |
| P               | 21 | Mohammed Al-Owais       |       |       |
| D               | 2  | Mohammed Al-Breik       |       |       |
| D               | 12 | Yasir Al-Shahrani       |       | 59’   |
| D               | 87 | Hassan Al-Tambakti      |       | 90+1’ |
| C               | 7  | Salman Al-Faraj         |       |       |
| C               | 16 | Nasser Al-Dawsari       |       | 90+5’ |
| C               | 28 | Mohamed Kanno           |       | 60’   |
| C               | 56 | Mohammed Al-Qahtani     |       |       |
| A               | 14 | Abdullah Al-Hamdan      | 90+5’ |       |
| Allenatore:     |    |                         |       |       |
| Jorge Jesus     |    |                         |       |       |